# Chelonus kiritshenkoi
Chelonus kiritshenkoi är en stekelart som beskrevs av Vladimir Ivanovich Tobias 1976. Chelonus kiritshenkoi ingår i släktet Chelonus och familjen bracksteklar. Inga underarter finns listade i Catalogue of Life.